# Ginés de Arlés
San Ginés de Arlés (San Genesio) es un santo de la Iglesia católica que nació en Arlés (Francia) en una fecha desconocida y falleció decapitado en 303 o 308. Según las fuentes de la época, fue notario militar o taquígrafo de los archivos judiciales, bajo los emperadores Maximiano y Diocleciano. Su fiesta se celebra el 25 de agosto y la dedicación de su basílica en Arlés en el 16 de octubre. Se le honra como patrono de los notarios, escribanos y secretarios.
Aunque aún era sólo catecúmeno, se negó a transcribir el edicto de persecución de los cristianos decretado por Diocleciano, por lo que fue decapitado en el barrio de Trinquetaille, al pie de una morera. La afluencia al lugar de peregrinos que arrancaban hojas y ramas, destruyó la morera, de modo que en su lugar se colocó una columna de mármol (en Francia se le denomina también "San Ginés de la Columna"). Allí mismo se construyó la primera iglesia dedicada a él en la ciudad. 
Las Actas de los mártires, atribuidas a San Paulino de Nola, declaran:

"Ginés, nativo de Arlés, fue un soldado que llegó a ser conocido por su maestría en la escritura, por lo que fue nombrado secretario del magistrado romano de Arlés. En el desarrollo de las funciones de su oficio, le fue dictado para ser copiado el decreto de persecución de los cristianos. Indignado en su ideal de justicia, el joven catecúmeno lanzó las tablillas de cera donde tomaba sus notas a los pies del magistrado y huyó. Fue capturado y ejecutado y recibió el bautismo en su propia sangre".

Su veneración debe ser muy antigua, y su nombre se halla ya en el Martyrologium Hieronymianum. Una iglesia y un altar dedicados a él eran ya conocidos en el siglo IV. Una Vita del siglo V en forma de sermón (Sermo de vita Genesii) es atribuida a San Hilario de Arlés;   en contra de lo común en el género hagiográfico posterior, minimiza lo milagroso. El obispo de la ciudad cuenta que, mientras se celebraba la solemnidad de San Ginés:

"Iba mucha gente a su iglesia, y tenían que pasar por una puente del río Ródano, pero cargó tanta multitud que iba al oficio, que se hundió ... estaba allí el entonces obispo de la ciudad, llamado Honorato, se puso de rodillas pidiendo a San Ginés alcanzase de Dios remedio para toda aquella gente que por ir a honrarlo padecía tal desgracia ... no había concluido su petición, cuando se vio que salían del río cuantos en él habían caído. Ninguno quedó ahogado, ninguno tullido de pie o mano, ninguno descalabrado. Mojados todos y todos muy alegres ... Pasaron en barcas el río y fueron a la iglesia de San Ginés para dar gracias a Dios por lo que había hecho por la intercesión del Santo".

En el Codex Calixtinus, guía para los peregrinos a Santiago de Compostela, se recomienda visitar:

"Un arrabal junto a Arlés, entre los dos brazos del Ródano, que se llama Trinquetaille, en donde existe una columna de mármol a la que ataron a San Ginés y lo degollaron; y aún hoy aparece enrojecida por su sangre. El mismo santo, apenas hubo sido degollado, cogió su cabeza con sus propias manos y la arrojó al Ródano, y llevó su cuerpo por el río hasta la iglesia de San Honorato, donde yace. Su cabeza, en cambio, corriendo por el Ródano y por el mar llegó, guiada por ángeles, hasta la ciudad española de Cartagena, en donde ahora descansa".

En Arlés fueron dedicadas a San Ginés varias iglesias: 
- Oratorio de San Ginés de la Columna, que aún existe, pero dentro de una casa de campo privada y está catalogado como monumento histórico desde el 14 de junio de 1934, nivel MH, con las coordenadas 43.67931722, 4.6149259745.

- iglesia en el centro de la Arena (anfiteatro), hoy desaparecida.

- iglesia en el barrio de Les Alyscamps, hoy llamada de San Honorato, dentro de una gran necrópolis romana, en cuya cripta estuvieron los monumentos funerarios de ambos santos arlesinos (Ginés y Honorato).

- otra es la actual iglesia Primada de San Trófimo, que posee una capilla dedicada a San Ginés con un óleo que representa su martirio y en cuya Capilla de las Reliquias contiene un relicario con sus restos.

El culto de Ginés se expandió rápidamente desde Arlés a otras partes del Imperio. Dos testimonios literarios de relieve se refieren al culto del mártir de Arlés: Venancio Fortunato y Prudencio, quien en su Peristephanon (Himno 7, v. 36) lo proclama "orgullo de los arelatenses". Aunque simples menciones del mártir, ambos, considerados en su contexto, presentan a Ginés como el santo propio, la gloria de la ciudad de Arlés; en semejanza con otras ciudades de la Galia y de España, que ofrecen a Cristo el don de sus mártires, Arlés ofrece, como el suyo, a Ginés. En ese estilo lo citan también San Gregorio de Tours y Euquerio de Lyon.
Una serie de sarcófagos cristianos de Arlés, todos del siglo IV, representan, en la esquina de las extremidades cabezas imberbes. De acuerdo con una hipótesis de De Rossi y Le Blant no serían meramente decorativas, sino que se refieren a Ginés, con evidente alusión a su corta edad.
Junto con estas evidencias, hay noticias de las peregrinaciones a la tumba del santo, visitado por san Apolinar de Valence y de los milagros operados por el mismo.

## Otras interpretaciones
Su culto llegaría pronto a la propia Roma, donde se construyó una iglesia titular. Con el tiempo se fue asumiendo la idea de que se trataba de un mártir romano: “Ginés de Roma”. Más adelante, una mayor confusión ayudó a crear una leyenda totalmente ficticia, en la que era un comediante que se había convertido al cristianismo mientras representaba una sátira anticristiana, tras lo cual fue decapitado, dando lugar al santo Ginés de Roma. Esta versión surgiría hacia el siglo VI, ya que el calendario de Cartago conmemora el 25 de agosto la fiesta de Ginés el actor.
Según Serafino Prete, la expansión de la popularidad del culto de Ginés a otras ciudades de la Galia y fuera de ella, hicieron que se multiplicara y “localizara” este culto, de este modo surgirían varias localizaciones, que son en realidad variaciones del mismo santo y de su culto.
- San Ginés de Auvernia: Gregorio de Tours relata que el obispo Avito construyó una magna basílica sobre la tumba de Ginés, mártir del lugar, donde estaban, sin embargo, también las reliquias de Ginés de Arlés.
- San Ginés de Béziers.
- San Ginés de Roma.
- San Ginés de Córdoba: conmemorado en el tardío Martyr. Hispanum, de hecho, provenía del antiguo Breviario Mozárabe, que también contenía un himno en honor de Ginés de Arlés.
- San Ginés Sciarensis (Ginés de la Jara): en Cartagena, donde en el siglo XV se estableció un convento de Menores, que tomó el nombre de "San Ginés de la Xara" para el culto preexistente del mártir de Arlés.[6] Además, el día de la fiesta de San Ginés de la Jara es el mismo que el de San Ginés de Arlés, y esto es considerado una prueba de que son la misma persona.  En el ya mencionado manuscrito de 1243, Liber Sancti Iacobi, se afirma que el mártir de Arlés fue enterrado en Arlés, pero su cabeza fue transportada milagrosamente “en manos de ángeles” hasta Cartagena. Esto puede representar un intento de explicar la existencia del culto del mismo santo en dos lugares separados.